# مدرسة غوانغجو إينهوا
مدرسة غوانغجو إنهوا (بالكورية: 광주인화학교) كانت مدرسة للطلاب ضعاف السمع تأسست عام 1961 وتقع في جوانججو ، كوريا الجنوبية . تصدرت المدرسة عناوين الصحف الوطنية بعد الكشف عن سجلها الطويل في الاعتداء الجنسي على الطلاب في عام 2005. وبعد سلسلة من التحقيقات، وفي ظل احتجاجات عامة، تم إغلاق المدرسة في نوفمبر/تشرين الثاني 2011.  واتهمت المدرسة أيضًا بقتل اطفال . 

## تاريخ
تأسست المدرسة في البداية كمركز رعاية الصم والبكم في جيونام قبل أن تصبح مدرسة إعدادية. افتتح قسم المرحلة الثانوية في عام 1993.

## قضية اعتداء جنسي
قام ستة مدرسين، من بينهم مدير المدرسة، بحسب تحقيق أجري عام 2005، بالتحرش الجنسي أو الاغتصاب على الأقل بتسعة من طلابهم الصم بين عامي 2000 و2003. وقد نبه مدرس تم تعيينه حديثا جماعات حقوق الإنسان في عام 2005، الأمر الذي أدى إلى طرده من وظيفته في وقت لاحق. وتقدم تسعة ضحايا بشهاداتهم، لكن يُعتقد أن المزيد من الضحايا أخفوا جرائم إضافية خوفًا من العواقب أو بسبب الصدمة. وبدأت الشرطة التحقيق بعد أربعة أشهر، فقط بعد أن تحدث الطلاب السابقون إلى محطة تلفزيونية وطنية. وبينما كانت حكومة مدينة جوانججو ومجلس المدرسة يتبادلان النظر في القضية، نظم الطلاب وأولياء الأمور اعتصامًا لمدة ثمانية أشهر خارج مكاتبهم، مطالبين بالعدالة. 
حُكم على أربعة منهم بالسجن، من بين الجناة الستة، في حين تم إطلاق سراح الاثنين الآخرين على الفور لأن قانون التقادم لجرائمهم قد انقضى. حكمت المحكمة المحلية على مدير المدرسة (ابن مؤسس المدرسة) بالسجن لمدة خمس سنوات، كما تلقت أربعة آخرين عقوبات ثقيلة نسبيا. لكن محكمة الاستئناف خففت الحكم الابتدائي، وقضت بالسجن مع وقف التنفيذ وغرامة 3 مليون وون للمتهمين الرئيسيين، وأحكاما أخف على الباقين. ومن بين المسجونين، تم إطلاق سراح اثنين بعد أقل من عام من السجن، وذلك بعد تعليق عقوبتهما. تم إعادة أربعة من المعلمين الستة إلى المدرسة. ولم تحظ القضية بقدر كبير من الاهتمام الإعلامي عندما بدأت المحاكمة في عام 2005، ولكن في ذلك الوقت انتقد نشطاء حقوق الإنسان والضحايا الإجراءات القانونية المتراخية المتخذة ضد المعتدين.  
ألهمت الأحداث الواقعية الروائية الأكثر مبيعًا جونج جي يونج لكتابة كتاب بعنوان The Crucible (بالكورية: 도가니؛ بالرومانية: Dogani)، والتي نُشرت في عام 2009 وتم تحويلها لاحقًا إلى فيلم يحمل نفس الاسم عام 2011 (تم إصدار الفيلم المقتبس دوليًا أيضًا تحت عنوان Silenced). يصور فيلم الصامتون العنف الجنسي والجسدي ضد القاصرين وإجراءات المحكمة التي شابها الفساد والرشوة و "جيون غوان يي يو". أصبح الفيلم المقتبس عن الرواية ناجحًا للغاية في شباك التذاكر، حيث اجتذب 4.7 مليون مشاهد، أي ما يقرب من عُشر سكان كوريا الجنوبية، وكان من بين مشاهديه الرئيس لي ميونج باك في ذلك الوقت.
وقد أثار الفيلم المقتبس عن القصة اهتماما متجددا بالقضية. ردًا على انتقادات التساهل، قال جانج جونج هي، قاضي محكمة غوانغجو العليا: "لم تستطع المحكمة الحكم عليهم بعقوبات قاسية لأن الضحايا أسقطوا التهم عن الجناة". ولم يُعدّل القانون الذي كان يحظر مقاضاة مرتكبي الجرائم الجنسية ضد الأطفال إلا إذا تقدم الضحية بشكوى بنفسه إلا في عام 2010.  وقد أدى الاستياء العام الهائل إلى دفع الشرطة إلى إعادة فتح القضية والتحقيق فيها مرة أخرى في عام 2011.  وزعم أحد الشهود، وهو المعلم السابق كيم يونج إيل البالغ من العمر 71 عاماً، أنه تعرض للضرب وأُجبر على الاستقالة في عام 1968 من قبل مدير المدرسة وشقيقه نائب المدير، بعد أن اكتشف كيم أن طفلين تعرضا للضرب والتجويع حتى الموت ثم دفنا سراً في عام 1964. وزعم خريجون آخرون أن ابن رئيس مجلس إدارة المدرسة أجبر طالبتين على خلع ملابسهما ورسم لهما لوحات عارية في عام 1975، وأضافوا أن الجاني كان يدرس الفن في مدرسة أخرى في المدينة.  بعد شهرين من إصدار الفيلم، أغلقت مدينة جوانججو المدرسة رسميًا في نوفمبر 2011.  
وفي خضم الغضب الجماعي في البلاد والضغوط المتزايدة على السياسيين، أقر البرلمان الكوري الجنوبي بالإجماع "مشروع قانون دوجاني" في أكتوبر/تشرين الأول 2011، والذي يلغي قانون التقادم للجرائم الجنسية ضد الأطفال دون سن 13 عاماً والنساء ذوات الإعاقة؛ كما يزيد مشروع القانون العقوبة القصوى إلى السجن مدى الحياة .  ومع ذلك، قال العديد من أعضاء منظمات حقوق الإنسان الذين عملوا لفترة طويلة لتعزيز رفاهة الأشخاص ذوي الإعاقة إن رد الفعل العام يجب أن يؤدي إلى حلول أكثر عمقًا وطويلة الأمد لمعالجة انتهاكات حقوق الإنسان السائدة ضد الأشخاص ذوي الإعاقة. 
وفي القضايا الجنائية اللاحقة التي أعقبت إصدار الكتاب والفيلم، اعترف العديد من المعلمين بالذنب في تهم التحرش الجنسي . ومن بين المذنبين المدير السابق البالغ من العمر 63 عامًا، والذي حكمت عليه محكمة مقاطعة جوانججو في يوليو 2012 بالسجن لمدة 12 عامًا بتهمة الاعتداء الجنسي على طالب يبلغ من العمر 18 عامًا في أبريل 2005. 